# Bienal do Mercosul

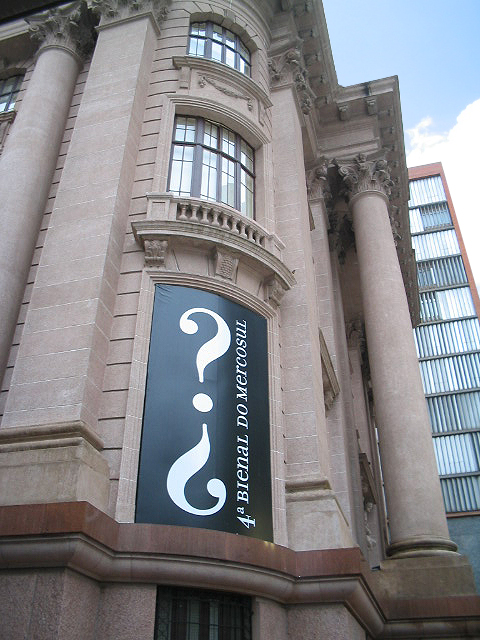
4ª Bienal do Mercosul.

A Bienal do Mercosul é uma mostra internacional de arte contemporânea que ocorre em Porto Alegre, no Rio Grande do Sul, desde 1997. Criada em 1996, a Fundação Bienal de Artes Visuais do Mercosul é uma instituição de direito privado, sem fins lucrativos, que tem como missão desenvolver projetos culturais e educacionais na área de artes visuais, adotando as melhores práticas de gestão e favorecendo o diálogo entre as propostas artísticas contemporâneas e a comunidade.
O evento, promovido pela Fundação Bienal de Artes Visuais do Mercosul, contribuiu para transformar o Brasil em referência internacional nas artes visuais. Além de promover a integração dos países que fazem parte do Mercosul, através da arte, e promover a arte latino-americana como um todo, a Bienal oportuniza o acesso à cultura e à arte a milhares de pessoas de forma gratuita. O presidente da Diretoria Executiva da Bienal 12 da Fundação Bienal do Mercosul é o médico oncologista, Gilberto Schwartsmann.

## Bienal 12 (2020)
A Fundação Bienal de Artes Visuais do Mercosul anunciou oficialmente o nome da curadora chefe da Bienal 12. A argentina Andrea Giunta será a responsável pela megamostra de arte contemporânea, que será realizada em Porto Alegre de 9 de abril a 5 de julho de 2020. Curadora, escritora, professora e pesquisadora, Andrea Giunta (Buenos Aires, 1960) vai explorar como tema a relação entre arte, feminismo e emancipação. “A proposta da curadora aborda os complexos problemas envolvidos no tema, tanto na exposição quanto no programa das atividades que serão desenvolvidas nos próximos dois anos. É uma bienal que apresenta enormes desafios, uma vez que aborda uma questão urgente para a arte e para a sociedade”, explica Schwartsmann.

## Edições
|                     | I Bienal         | II Bienal            | III Bienal           | IV Bienal               | V Bienal                     | VI Bienal                                              | VII Bienal                         | VIII Bienal          | IX Bienal                 | X Bienal                       | XI Bienal             | XII Bienal             |
| ------------------- | ---------------- | -------------------- | -------------------- | ----------------------- | ---------------------------- | ------------------------------------------------------ | ---------------------------------- | -------------------- | ------------------------- | ------------------------------ | --------------------- | ---------------------- |
| Ano                 | 1997             | 1999                 | 2001                 | 2003                    | 2005                         | 2007                                                   | 2009                               | 2011                 | 2013                      | 2015                           | 2018                  | 2020                   |
| Visitante           | 290.000          | 295.000              | 604.000              | 1.000.000               | 853.833                      | 508.353                                                | 266.116                            | 625.232              | 506.803                   | 420.634                        | 626.357               | N/D                    |
| Artistas            | 275              | 200                  | 129                  | 76                      | 167                          | 67                                                     | 338                                | 105                  | 59                        | 263                            | 73                    | N/D                    |
| Obras               | 842              | 370                  | 400                  | 588                     | 597                          | 334                                                    | 533                                | 186                  | 101                       | 646                            | 252                   | N/D                    |
| Países              | 7                | 7                    | 7                    | 13                      | 7                            | 23                                                     | 29                                 | 31                   | 28                        | 20                             | 29                    | N/D                    |
| País homenageado    | Venezuela        | Colômbia             | Peru                 | México                  | N/D                          | N/D                                                    | N/D                                | N/D                  | N/D                       | N/D                            | N/D                   | N/D                    |
| Artista homenageado | Xul Solar (ARG)  | Iberê Camargo (BRA)  | Rafael França (BRA)  | Saint Clair Cemin (BRA) | Amílcar de Castro (BRA)      | Jorge Macchi, Öyvind Fahlström e Francisco Matto (BRA) | N/D                                | N/D                  | N/D                       | N/D                            | N/D                   | N/D                    |
| Curador-Geral       | Frederico Morais | Fábio Magalhães      | Fábio Magalhães      | Nelson Aguillar         | Paulo Sergio Duarte          | Gabriel Pérez-Barreiro                                 | Victoria Noorthoorn e Camilo Yáñez | José Roca            | Sofía Hernández Chong Cuy | Gaudêncio Fidelis              | Alfons Hug            | Andrea Graciela Giunta |
| Presidente          | Justo Werlang    | Ivo Abrahão Nesralla | Ivo Abrahão Nesralla | Renato Malcon           | Elvaristo Teixeira do Amaral | Justo Werlang                                          | Mauro Knijnik                      | Luiz Carlos Mandelli | Patricia Fossati Druck    | José Antônio Fernandes Martins | Gilberto Schwartsmann | Gilberto Schwartsmann  |